# دوغ سامبسون
دوغ سامبسون (بالإنجليزية: Doug Sampson)‏ هو طبال بريطاني، ولد في 30 يونيو 1957 في لندن في المملكة المتحدة.

## وصلات خارجية
- دوغ سامبسون على موقع ميوزك برينز (الإنجليزية)
- دوغ سامبسون على موقع أول ميوزيك (الإنجليزية)
- دوغ سامبسون على موقع ديسكوغز (الإنجليزية)